# Richard Leonhard
Richard Leonhard (ur. 25 maja 1870 we Wrocławiu, zm. 15 maja 1916 tamże) – niemiecki geograf i  geolog. Badacz paleogeografii Śląska, autor rekonstrukcji biegu środkowej Odry w czasach historycznych. Badacz i eksplorator środowiska geograficznego Azji Mniejszej, profesor Uniwersytetu Wrocławskiego.

## Życiorys
Był synem Siegmunda Leonharda sędziego izby handlowej i konsula Hiszpanii we Wrocławiu. w roku 1889 ukończył elitarne wrocławskie Gimnazjum im. św. Marii Magdaleny. Bezpośrednio po maturze przez dwa semestry studiował geografię na Uniwersytecie Wrocławskim geografię, po czym przeniósł się do Wiednia, gdzie przez kolejne dwa semestry odbywał studia z geografii, geologii i historii Ziemi. W latach 1891–93 po powrocie do rodzinnego Wrocławia przygotowywał rozprawę doktorską, której tematem były historyczne zmiany biegu środkowej Odry od czasów średniowiecza do końca XIX w. Dysertacja zatytułowana Der Stromlauf der mittleren Oder napisana została na podstawie badań archiwalnych materiałów źródłowych i analizy map. Po jej obronie w roku 1893 Leonhard rozpoczął pracę jako asystent na macierzystej uczelni. Początkowo jego zainteresowania koncentrowały się wokół paleogeografii Śląska. Badał też zjawiska wstrząsów tektonicznych, jakie miały miejsce w roku 1895. Pod koniec XIX stulecia jego zainteresowania skierowały się w stronę wschodniej części basenu Morza Śródziemnego. Habilitował się w roku 1898 na podstawie monografii wyspy Kithira. Później przeniósł się do Azji Mniejszej, której badaniom poświęcił się do końca życia.

## Dorobek naukowy
Spuścizna naukowa Richarda Leonharda obejmuje prace związane z badaniem przeszłości środowiska naturalnego Śląska, którymi zajmował się na początku swojej kariery oraz artykuły i monografie dotyczące Azji Mniejszej będące owocem jego wypraw naukowych na jej terytorium, które prowadził począwszy od pierwszych lat XX w. Do najważniejszych dzieł zalicza się:
- Der Stromlauf der mittleren Oder (1893)
- Bemerkungen zum schlesisch-sudetischen Erdbeben vom 11. Juni 1895 (1895)
- Die Fauna der Kreideformation in Oberschlesien (1897)
- Die Insel Kythera, eine geographische Monographie (1899)
- Paphlagonia: Reisen und Forschungen im nördlichen Kleinasien (1915)

## Literatura
- Richard Leonhard: Lebenslauf. W: Der Stromlauf der mittleren Oder. Breslau: G. Hoyer & Comp., 1893, s. 71.
- Wilhelm Volz. Nekrologe. Richard Leonhard. „Jahresbericht der Schlesischen Gesellschaft für Vaterländische Cultur”. Bd. 94, s. 22-25, 1916.